# 知名町

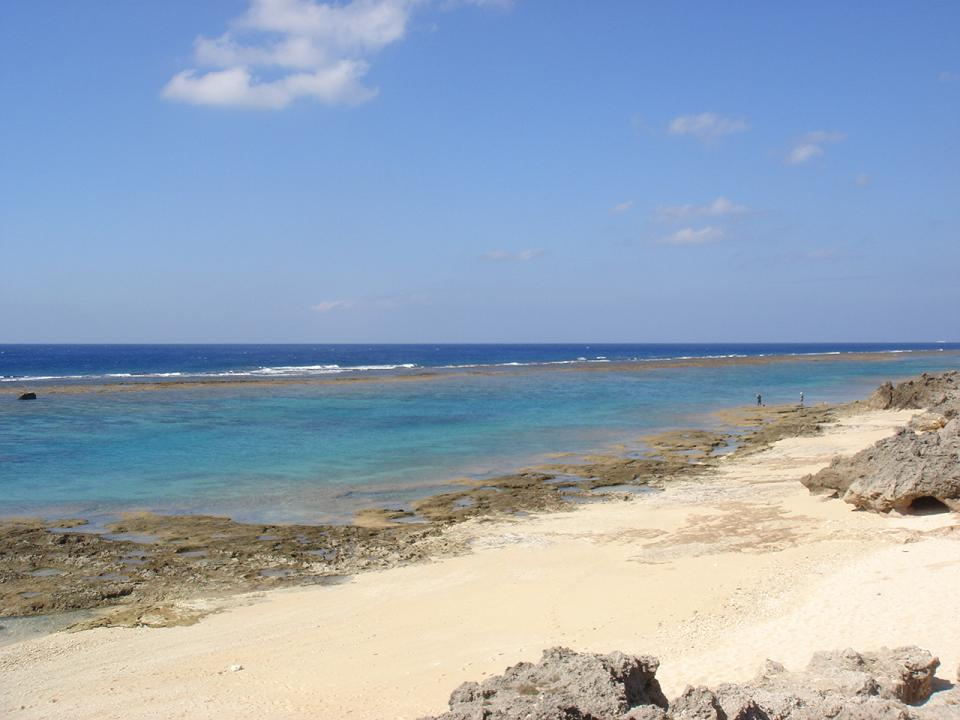
屋子母海岸

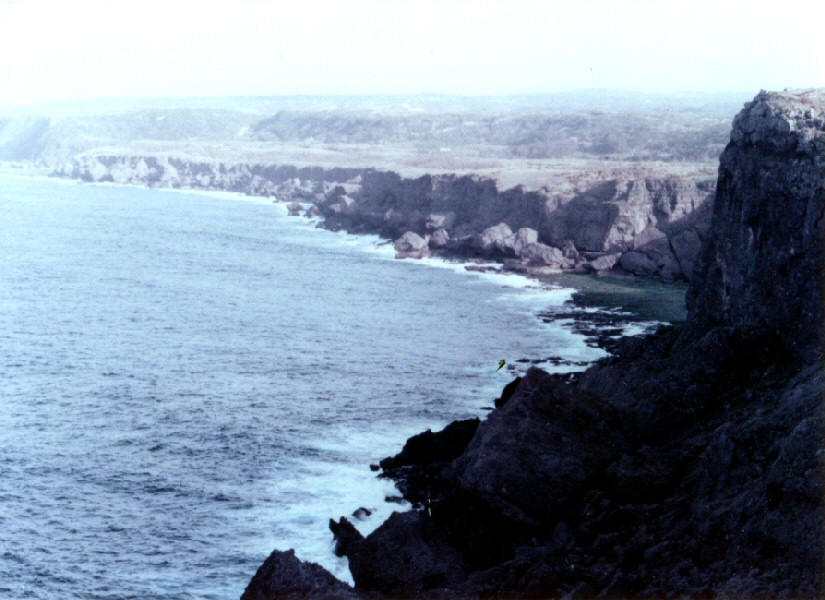
田皆岬の石灰岩の絶壁

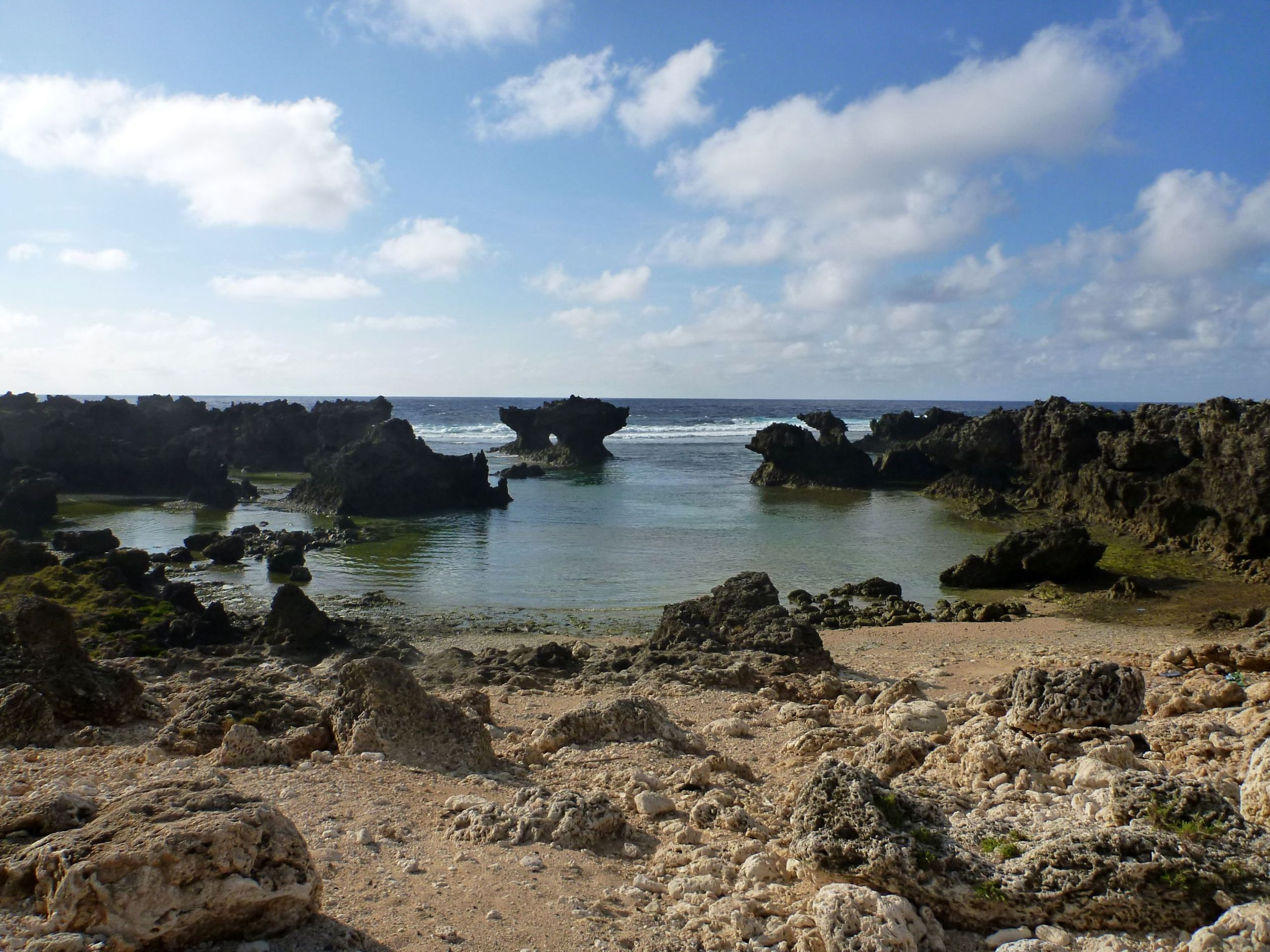
ウジジ浜（鹿児島県知名町）

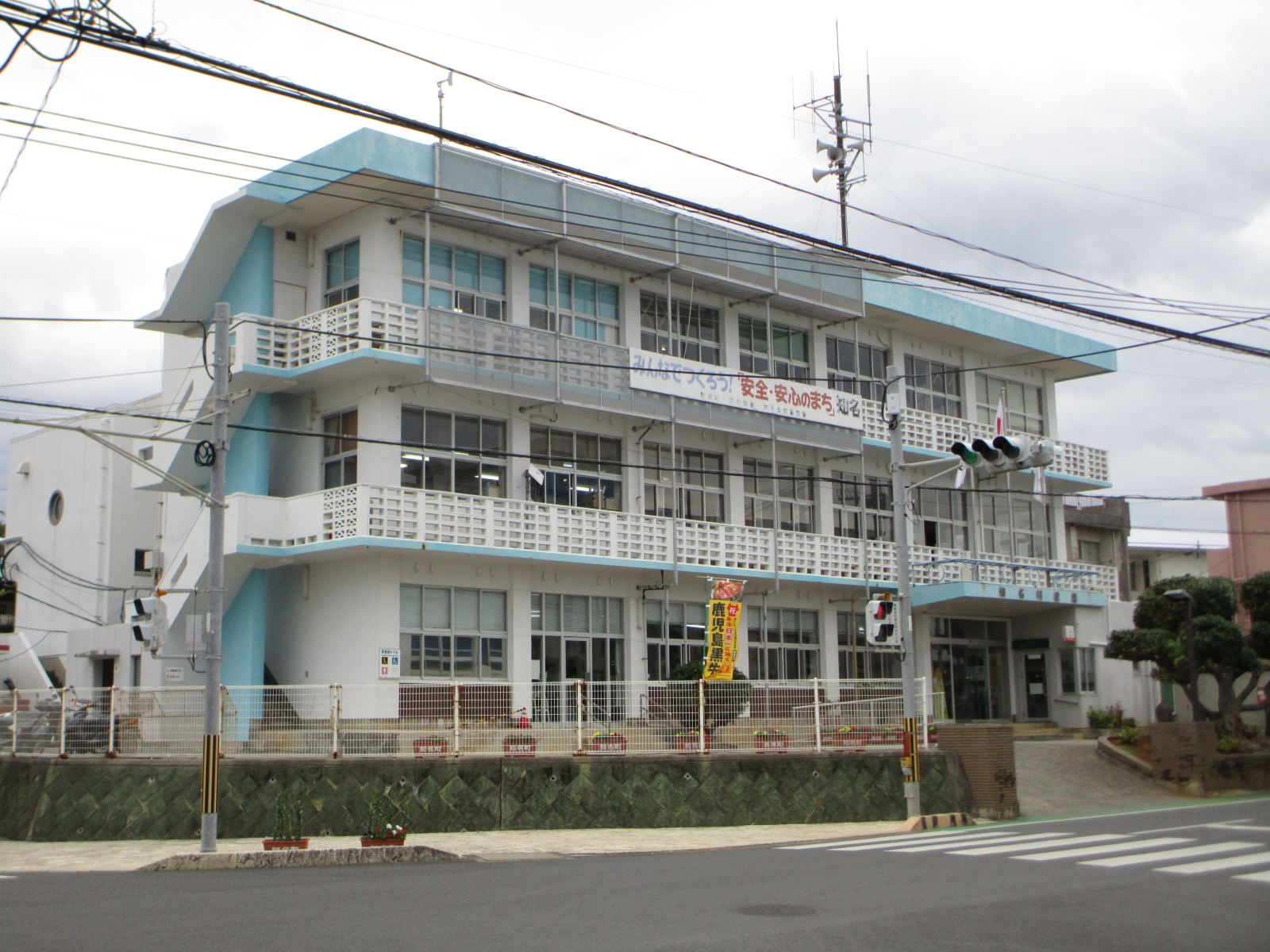
旧知名町役場（1963年完成）

知名町（ちなちょう）は、鹿児島県の沖永良部島にある町。大島郡に属する。

## 地理
東シナ海に連なる奄美群島の中の沖永良部島の西半分。島の東半分は和泊町となっている。
- 山：大山

### 隣接している自治体
- 和泊町
- 与論町、伊仙町

### 地名
- 赤嶺
- 芦清良
- 余多
- 大津勘
- 上城
- 上平川
- 久志検
- 黒貫
- 竿津(1949年、余多から分立)
 ウィキソースには、大字竿津の設置の臨時北部南西諸島政庁告示があります。
- 下城
- 下平川
- 新城(1962年、上平川・下平川から分立)
- 住吉(1950年、島尻から改称)
 ウィキソースには、知名町大字島尻を知名町大字住吉と改称変更する件の臨時北部南西諸島政庁告示があります。
- 瀬利覚
- 田皆
- 知名
- 徳時
- 正名
- 屋子母
- 屋者

## 歴史
- 1888年（明治21年）：知名村役場を設置。
- 1908年（明治41年）：島嶼町村制が施行され、知名村の区域を分割して、知名村及び和泊村が発足する。
- 1946年（昭和21年）：アメリカ合衆国の統治下となる。町制施行。
- 1953年（昭和28年）：日本国に復帰。
- 2024年（令和6年）
  - 5月2日 - 知名町知名307番地の町役場移転、旧庁舎閉庁式[1]。
  - 5月7日 - 町役場新庁舎開庁式（業務開始）[1]。

## 行政
町の行政機関
- 知名町役場

- 町長：今井力夫

## 人口
2019年4月現在の人口は6,001人である。
| |                                        |  |
| 知名町と全国の年齢別人口分布（2005年） | 知名町の年齢・男女別人口分布（2005年） |  |
| ■紫色 ― 知名町 ■緑色 ― 日本全国 | ■青色 ― 男性 ■赤色 ― 女性              |  |
| 知名町（に相当する地域）の人口の推移 \| 1970年（昭和45年） \| 8,703人 \| \| \| 1975年（昭和50年） \| 8,267人 \| \| \| 1980年（昭和55年） \| 8,407人 \| \| \| 1985年（昭和60年） \| 8,165人 \| \| \| 1990年（平成2年） \| 7,768人 \| \| \| 1995年（平成7年） \| 7,456人 \| \| \| 2000年（平成12年） \| 7,435人 \| \| \| 2005年（平成17年） \| 7,115人 \| \| \| 2010年（平成22年） \| 6,806人 \| \| \| 2015年（平成27年） \| 6,213人 \| \| \| 2020年（令和2年） \| 5,750人 \| \| |                                        |  |
| 総務省統計局 国勢調査より |                                        |  |
| 1970年（昭和45年） | 8,703人                                |  |
| 1975年（昭和50年） | 8,267人                                |  |
| 1980年（昭和55年） | 8,407人                                |  |
| 1985年（昭和60年） | 8,165人                                |  |
| 1990年（平成2年） | 7,768人                                |  |
| 1995年（平成7年） | 7,456人                                |  |
| 2000年（平成12年） | 7,435人                                |  |
| 2005年（平成17年） | 7,115人                                |  |
| 2010年（平成22年） | 6,806人                                |  |
| 2015年（平成27年） | 6,213人                                |  |
| 2020年（令和2年） | 5,750人                                |  |

## 主な学校

### 高等学校
- 鹿児島県立沖永良部高等学校

### 中学校
- 知名町立田皆中学校
- 知名町立知名中学校

### 小学校
- 知名町立上城小学校
- 知名町立下平川小学校
- 知名町立住吉小学校
- 知名町立田皆小学校
- 知名町立知名小学校

## 交通

### 空港
- 沖永良部空港（和泊町）

### バス
- 沖永良部バス企業団

### 港
- 和泊町に和泊港と伊延港（天候不良などにより和泊港が利用不可のときに利用される）
- 知名町に知名港と住吉港

### 道路
主要地方道
- 鹿児島県道84号知名沖永良部空港線

一般県道
- 鹿児島県道620号国頭知名線
- 鹿児島県道622号下平川内城線

## 名所・旧跡・観光スポット・祭事・催事
- 鍾乳洞：昇竜洞、大山水鏡洞
- 大山熱帯植物公園・展望台
- 田皆岬
  - 奄美十景の１つ。
- 屋子母海岸

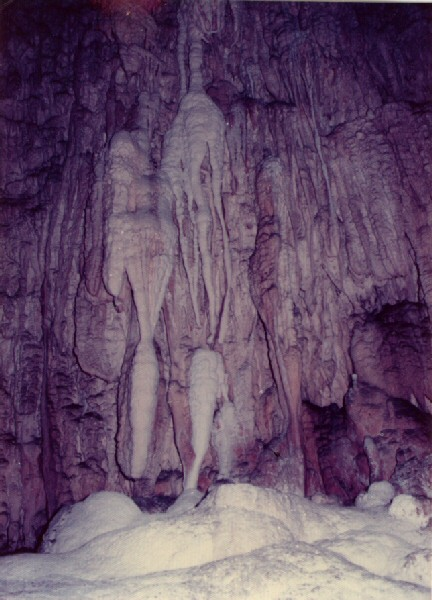
昇竜洞
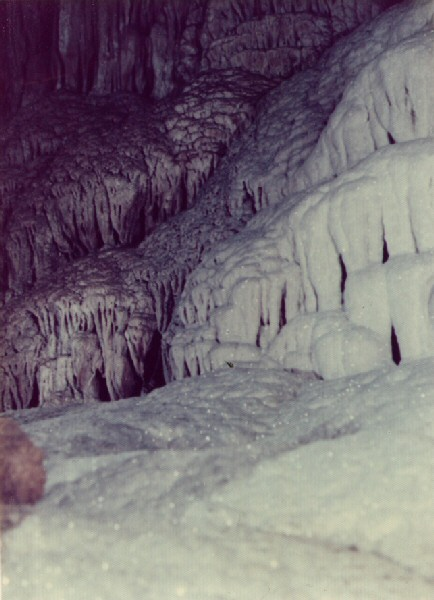

## 出身者
- 千賀かほる - 歌手
- 太栄志 - 衆議院議員

(縁のある人物)
- 三浦大知 - 歌手。両親が沖永良部島出身。